# Ермолова, Мария Николаевна
Мари́я Никола́евна Ермо́лова (3 [15] июля 1853, Москва — 12 марта 1928[…], Москва) — русская драматическая актриса Малого театра, по словам Станиславского — величайшая из виденных им актрис.
Прославилась ролями свободолюбивых личностей, преданных своим идеалам и противостоящих окружающей пошлости. Заслуженная артистка Императорских театров (1902). Первая Народная артистка Республики (1920). Герой Труда (1924). С 1935 года её имя носит Московский драматический театр.

## Биография
Родилась в Москве 3 (15) июля 1853 года в семье суфлёра Малого театра Николая Алексеевича Ермолова; дед Алексей Семёнович Ермолов был в своё время крепостным скрипачом князей Волконских, получив вольную, поступил в театр гардеробмейстером. Увлекшись театральным искусством, он и своих детей устроил на то же поприще. Его сын Николай Алексеевич, прежде чем стать суфлёром, был драматическим артистом и автором нескольких водевилей, шедших на сценах Московской императорской труппы, однако особым талантом его творчество отмечено не было.

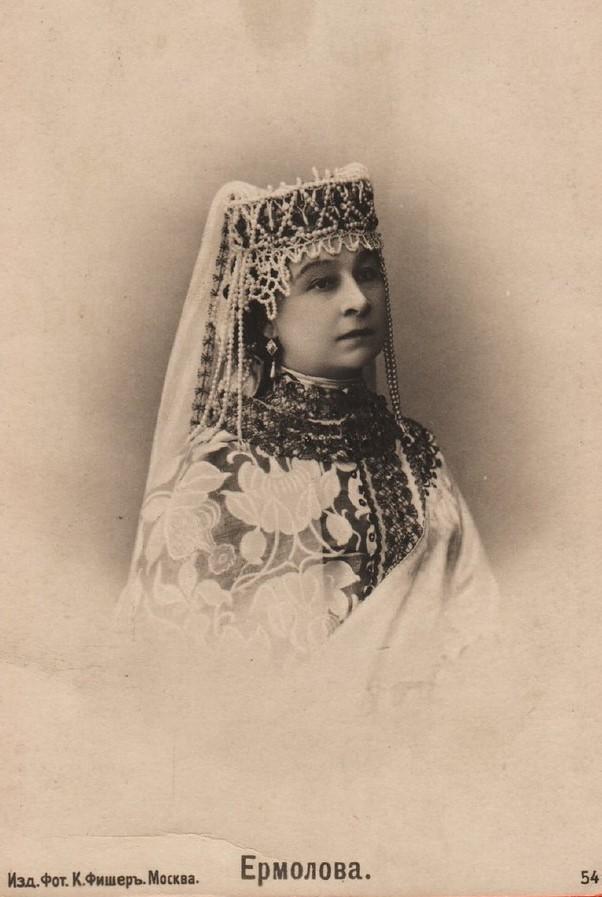
Ермолова М. Н., ок. 1896 г.

В 1862 году Мария была отдана в балетный класс Московского театрального училища. Особых способностей к балету она не обнаружила, но участвуя в массовых сценах балетов, опер и драматических спектаклей, Ермолова была свидетельницей творчества крупнейших мастеров сцены. Детство Марии прошло за кулисами Малого театра — из суфлёрской будки отца она наблюдала за спектаклями. В свободные вечера ученицы училища разыгрывали спектакли, в которых раскрывалось большое драматическое дарование Ермоловой.
В 1866 году отец Ермоловой, знавший о страстном увлечении дочери драматической сценой, разрешил ей сыграть на своём бенефисе роль разбитной девчонки-кокетки Фаншетты в водевиле «Жених нарасхват» Д. Т. Ленского. Это была её первая роль, но она ещё не принесла ей успеха.

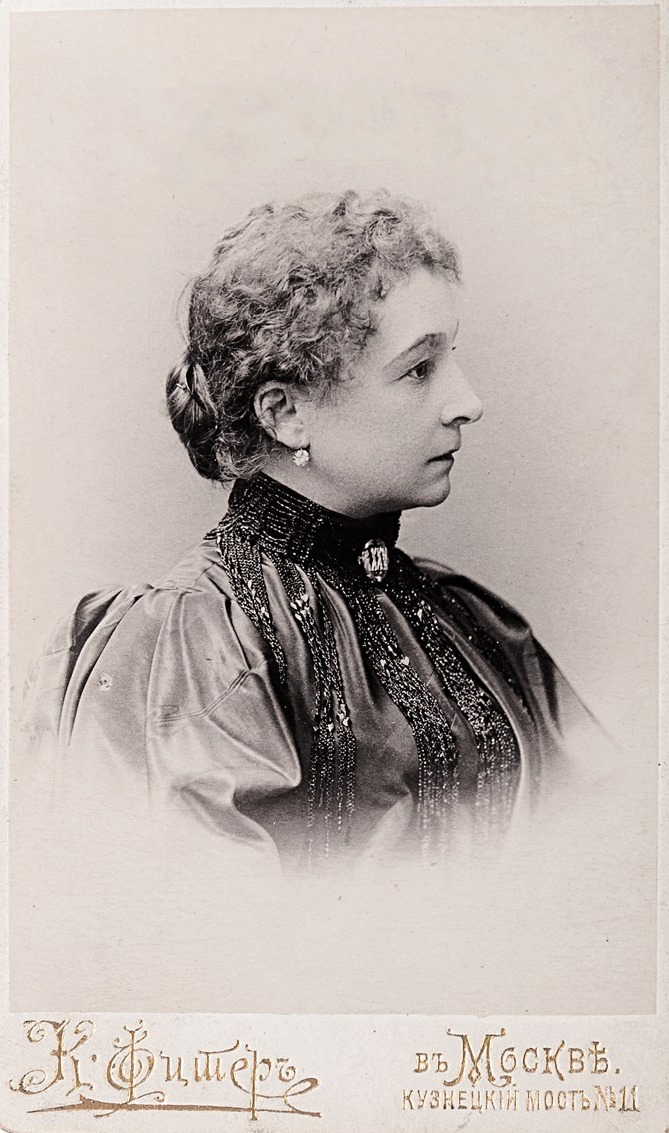
Ермолова М. Н., ок. 1900 г.

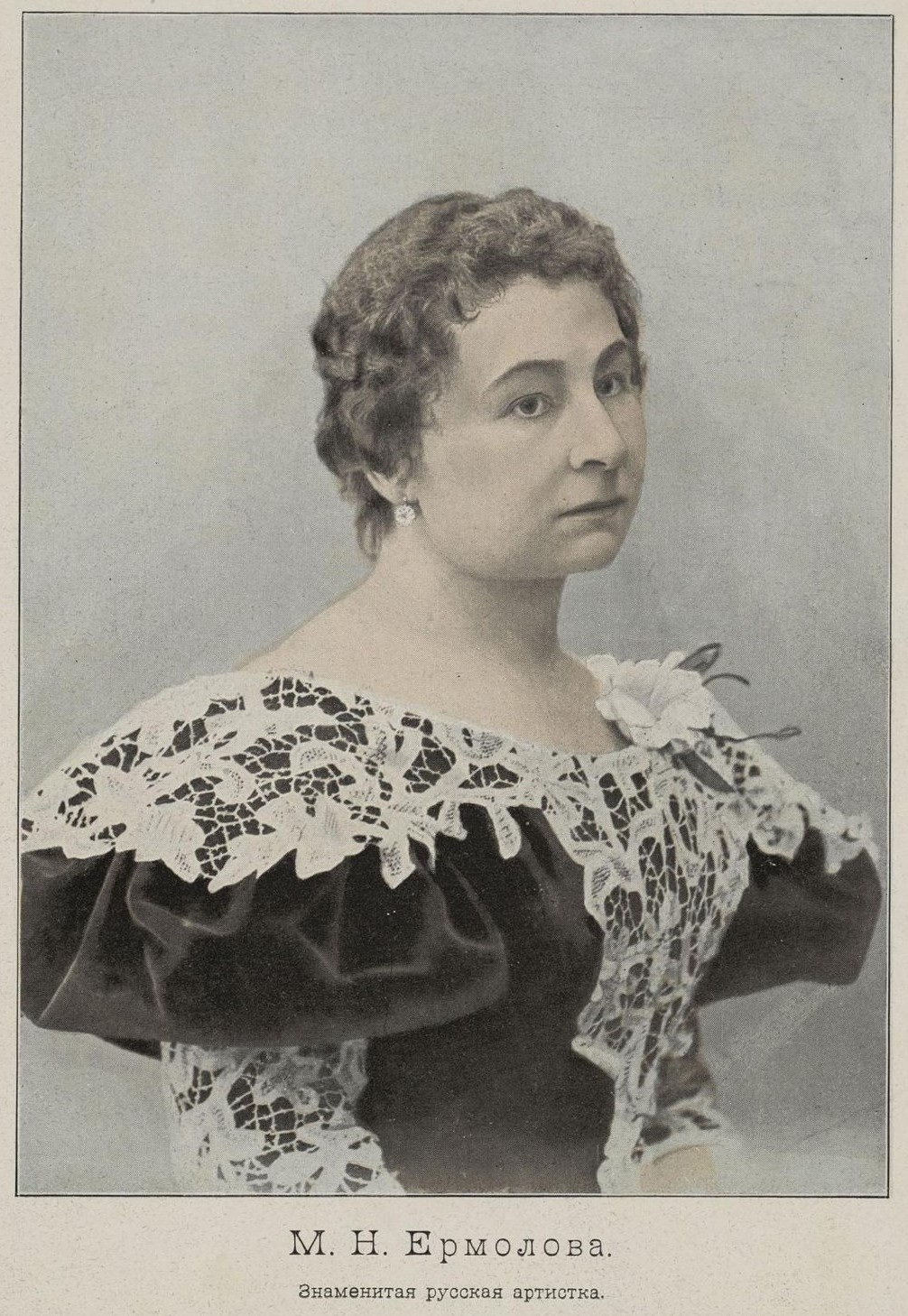
Артистка М. Н. Ермолова (нач. XX в.)

По воспоминаниям С. Н. Дурылина «ценой неимоверных усилий она добилась того, что ей дали сыграть Марину в сцене у фонтана на какой-то „пробе“ в училище, — и неуклюжая девочка на глазах у всех внезапно преобразилась во властную красавицу, в гордую повелительницу».
В 1870 году Надежда Медведева решила дать Ермоловой главную роль в своем бенефисе. В спектакле «Эмилия Галотти», премьера которого состоялась 30 января 1870 года, Ермолова проявила мощный сценический темперамент и удивительную искренность.
В 1871 году Ермолова окончила театральное училище и была принята в труппу Малого театра. В первые годы Ермоловой не поручали серьёзных ролей, ей приходилось играть роли легкомысленных барышень в комедиях и водевилях. Дарование Ермоловой, главным образом трагическое и героическое, не получало своего раскрытия.
В период 1870—1880 годов она познакомилась со многими деятелями культуры и литературы, а также с Николаем Шубинским, своим будущим мужем, который учился на юридическом факультете, собираясь посвятить праву свою будущую деятельность. В это время Ермолова начала играть настоящие роли, которые ей интересны, которые её увлекают. В 1873 году она исполнила роль Катерины в пьесе «Гроза». Работа над этой ролью продолжалась несколько лет. Катерина Ермоловой поднималась над бытом, жила в своём мире любви и мечтаний; это была русская женщина, исполненная внутренней силы и готовности к героическому самопожертвованию.
Спустя три года на своём бенефисе Ермолова играла Лауренсию в пьесе Лопе де Вега «Овечий источник». Вот что писал об этой роли Н. И. Стороженко:

«Бывшим на этом спектакле до сих пор памятно то глубокое, потрясающее впечатление, которое произвели и пьеса и игра Марии Николаевны в роли Лауренсии… Когда Лауренсия, бледная, с распущенными волосами, дрожащая от стыда и негодования, прибегает на площадь и сильной речью возбуждает народ к восстанию против губернатора, восторг публики дошёл до энтузиазма… В этой роли вылилась вполне страстная любовь к свободе и не менее страстная ненависть к тирании, которая охватила собой юную душу артистки. Словно электрическая цепь соединила на этот раз сердце артистки с сердцами тысячи зрителей, и они слились с ней в одном чувстве».
В 1890-е годы играет пьесы символистов: Гауптмана, Ибсена, Горького. Играет Вассу Железнову в одноимённой пьесе М. Горького о противостоянии двух женщин разного времени — Вассы и Рахиль. Ермолова играет Вассу старую и мудрую. В 1910-е годы актриса стала играть более возрастные роли. В репертуаре появилась Кручинина и царица Марфа из пьес Островского и др.

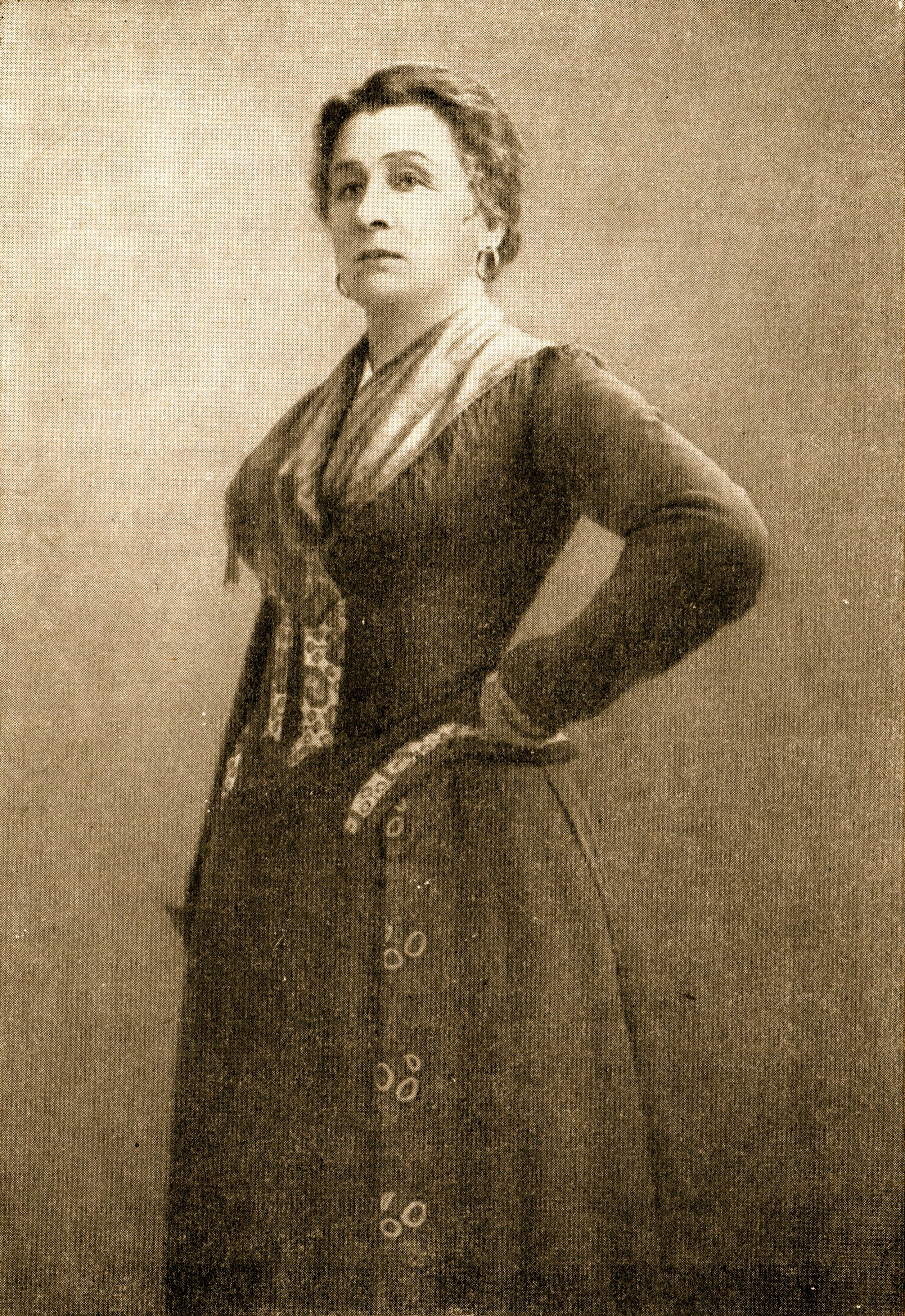
М. Н. Ермолова в роли Янетты в спектакле «Красная мантия» Брие, 1904 год

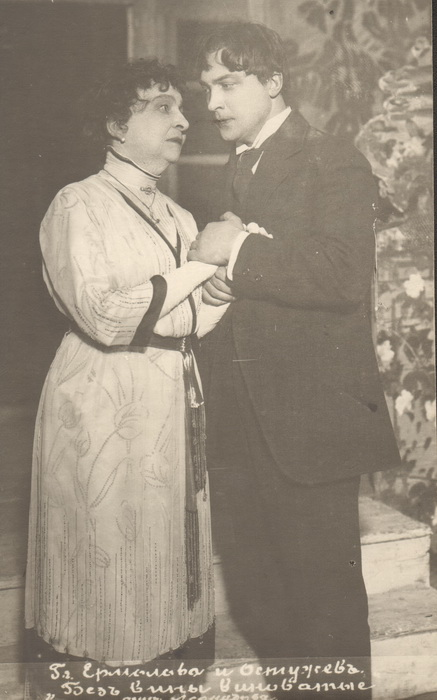
С Александром Остужевым в спектакле «Без вины виноватые» в 1913 году

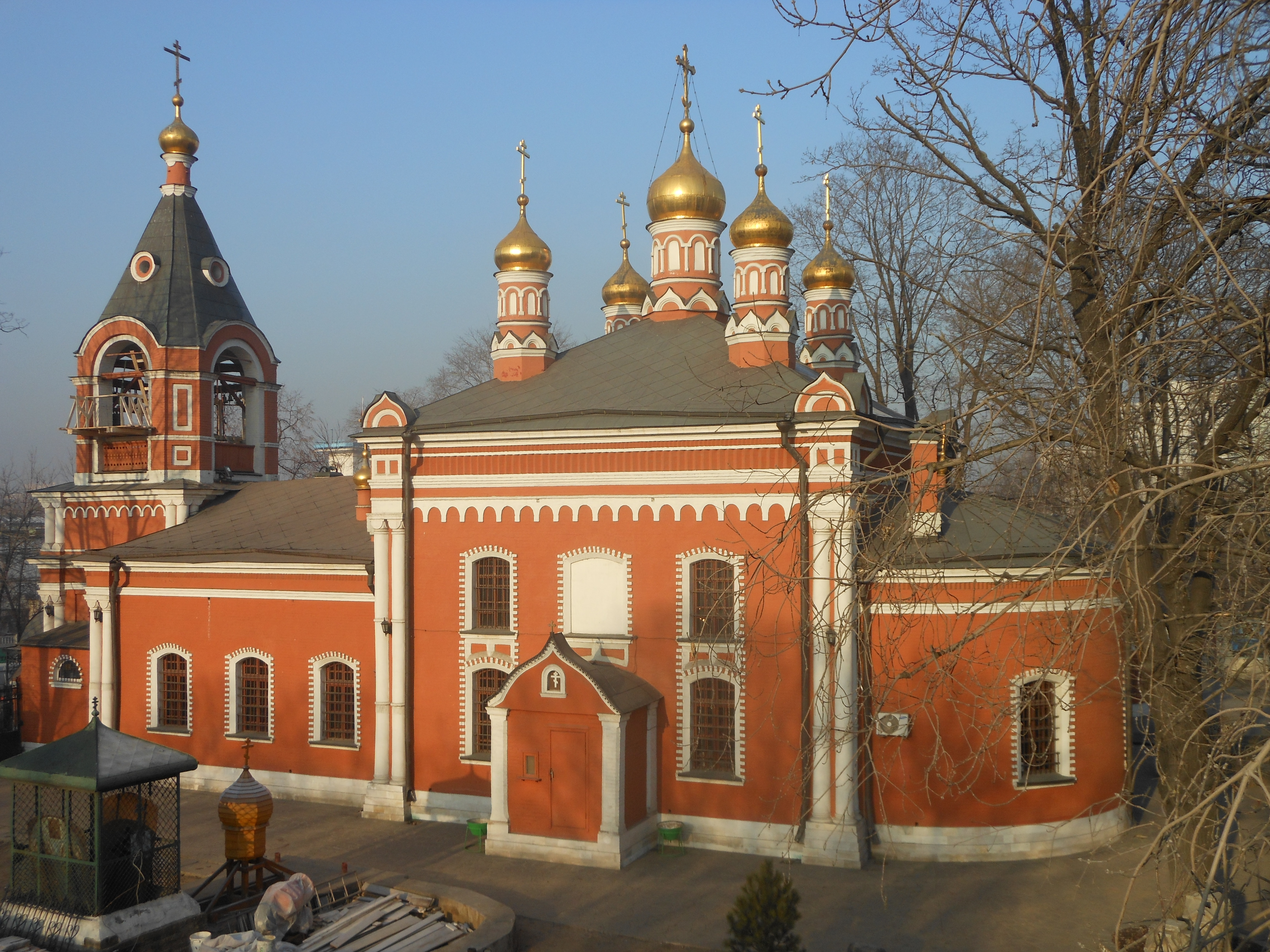
Храм Рождества Пресвятой Богородицы во Владыкине, за алтарём которого в 1928—1971 гг. находилась могила Ермоловой

Много занималась в училище с актёрами.
В 1920 году получила звание народной артистки. В Малом театре торжественно отпраздновали творческий юбилей Ермоловой — 50 лет на сцене.
В 1921 году в эмиграции умер муж Николай Петрович Шубинский. Спустя 2 года в 1923 году актриса ушла со сцены. В 1925 актриса дала согласие на использование своего имени для передвижного театра молодых актёров из студии Малого театра (будущий Московский театр им. Ермоловой М. Н.). Она была одинока, мало кого принимала. Доктора, лечившие актрису, обнаружили у неё проблемы с лёгкими. Угасавшую актрису навещал доктор Павлинов, в которого Ермолова влюбилась, будучи замужней, в 30 лет.
Умерла 12 марта 1928 года. Прощание с Ермоловой происходило в Щепкинском фойе Малого театра Москвы. Отпевание прошло при большом стечении народа в храме Большого Вознесения у Никитских ворот, служил митрополит Сергий (Страгородский).
Была похоронена, согласно завещанию, в подмосковном селе Владыкине, на погосте Храма Рождества Пресвятой Богородицы, прямо за алтарём, рядом с родителями и сёстрами. В 1971 году, в связи со строительством Алтуфьевского путепровода и последовавшим уничтожением названного кладбища, останки Ермоловой были перенесены на Новодевичье кладбище (уч. 2), рядом с захоронениями своей дочери, Маргариты Зелениной и подруги последней Татьяны Щепкиной-Куперник; на новой могиле установлено надгробие по проекту Григория Захарова и со скульптурой Сергея Конёнкова. На месте первоначального захоронения под древним дубом установлен памятный знак.

## Оценка творчества
«Говорить о М. Н. Ермоловой — это значит повторять то, что десятками лет о ней говорилось и писалось, — кто в России не знаком с этим именем? О ней написаны целые книги; исключительный успех всего Малого театра связан с именем М. Н. Ермоловой, артистки исключительно громадного таланта и редкой скромности».
В. А. Теляковский, Управляющий московскими театрами.

## Память

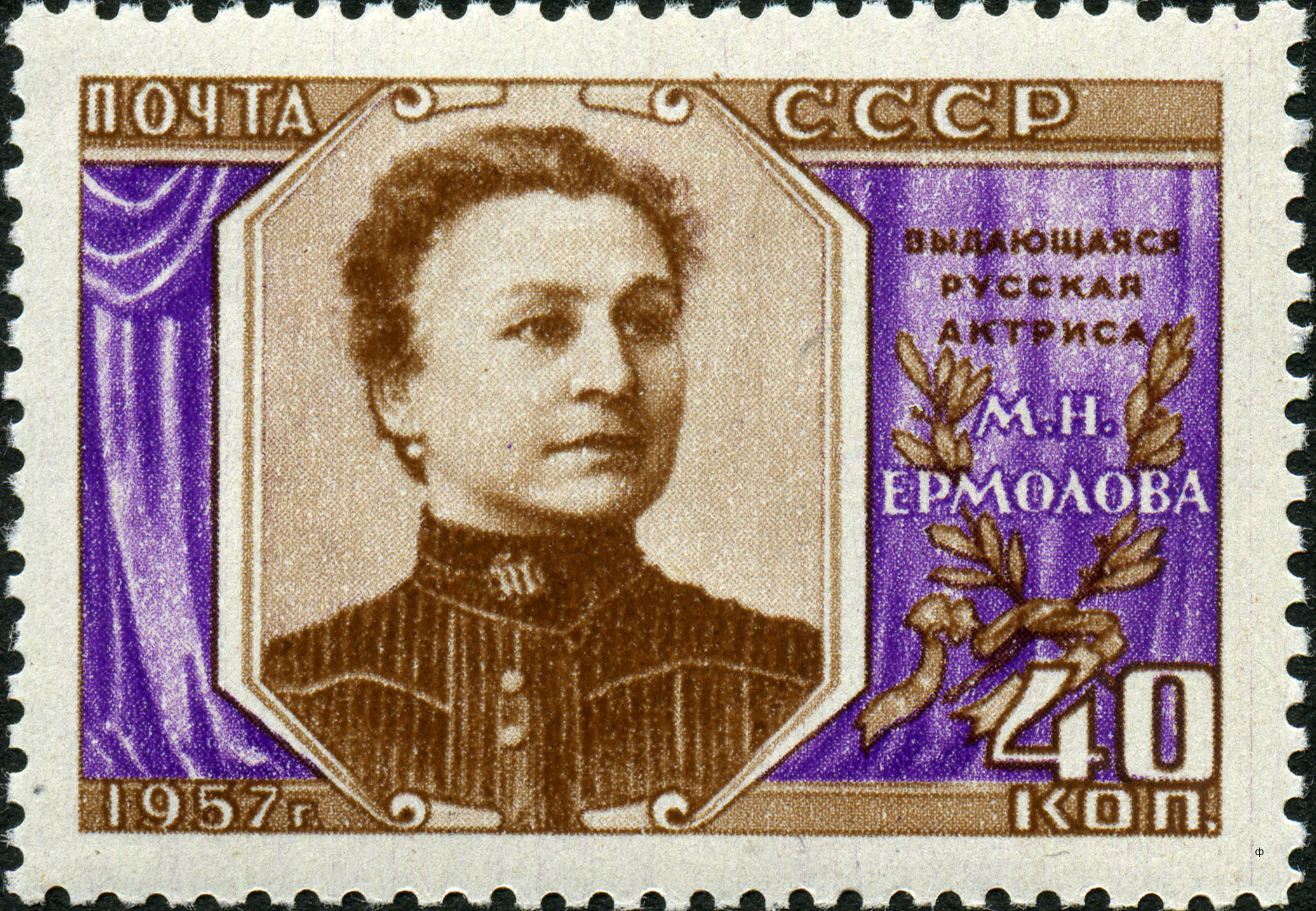
Почтовая марка СССР, 1957 г.

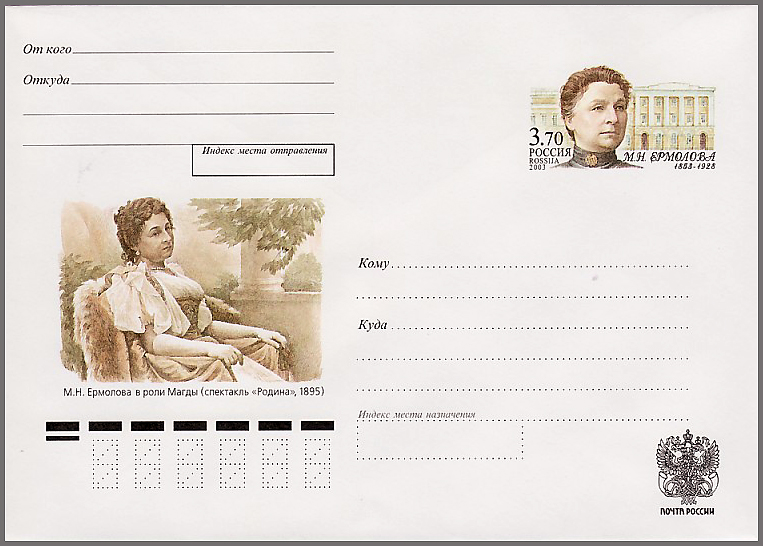
Почтовый конверт РФ с М. Н. Ермоловой, 2003 г.

- Имя Ермоловой носит расположенный ныне на Тверской улице Московский драматический театр.
- В 1957 году была выпущена почтовая марка СССР, посвященная Ермоловой.
- В 1985 году в её честь назван кратер Ермолова на Венере.
- В 1986 году в особняке на Тверском бульваре — памятнике истории, построенном в 1773 году, где жила великая актриса, был создан Дом-музей М. Н. Ермоловой — филиал Театрального музея им. А. А. Бахрушина[15]
- В 1993 году в честь М. Н. Ермоловой назван астероид (3657) Ермолова, открытый в 1978 году советским астрономом Л. В. Журавлёвой.
- В советское время (с 1956 по 1993) имя Ермоловой носил знаменитый Большой Каретный переулок в Москве.
- В Нижнем Новгороде есть улица Ермоловой[16].
- В Днепре существует улица Ермоловой.

## Роли в театре
- 1866 — «Жених нарасхват» Д. Т. Ленского — Фаншетта
- 1870 — «Эмилия Галотти» Г. Э. Лессинга — Эмилия Галотти
- 1871 — «Свадьба Кречинского» Сухово-Кобылина — Лидочка
- 1871 — «Тартюф» Мольера — Марианна
- 1872 — «Сверчок домашнего очага» Ш. Бирх-Пфейфер — Фадетта
- 1873 — «Гроза» А. Н. Островского — Катерина
- 1876 — «Овечий источник» Лопе де Вега — Лауренсия
- 1876 — «Василиса Мелентьева» А. Н. Островского — Василиса Мелентьева
- 1877 — «Последняя жертва» А. Н. Островского — Юлия Тугина
- 1878 — «Ричард III» У. Шекспира — леди Анна
- 1878 — «Гамлет» У. Шекспира — Офелия (затем в 1891 г.)
- 1879 — «Уриэль Акоста» Гуцкова — Юдифь
- 1879 (?) — «На пороге к делу» Н. Я. Соловьева — Лонина
- 1879 — «Бесприданница» А. Н. Островского — Лариса
- 1879 — «Мария Тюдор» В. Гюго — Мария I Тюдор
- 1881 — «Таланты и поклонники» А. Н. Островского — Негина
- 1883 — «Горячее сердце» А. Н. Островского — Параша
- 1883 — «Невольницы» А. Н. Островского — Евлалия
- 1884 — «Орлеанская дева» Ф. Шиллера — Иоанна Д’Арк (играла эту роль 18 лет)
- 1886 — «Мария Стюарт» Ф. Шиллера — Мария Стюарт
- 1886 — «Воевода» А. Н. Островского — Олена
- 1886 — «Звезда Севильи» Лопе де Вега — Эстрелья
- 1887 — «Зимняя сказка» У. Шекспира — Гермиона
- 1889 — «Татьяна Репина» А. С. Суворина (об актрисе Евлалии Кадминой), поставлена 16 января в Малом театре — Евлалия Кадмина
- 1889 — «Эрнани» В. Гюго — донья Соль
- 1890 — «Федра» Ж. Расина — Федра
- 1892 — «Сафо» Ф. Грильпарцера — Сафо
- 1892 — «Граф де Ризоор» В. Сарду — Долорес
- 1892 — «Мария Шотландская» Б. Бьёрнсона — Мария
- 1893 — «Расплата (Эгоисты)» Е. Гославского — Берта Рейман
- 1895 — «Родина» Г. Зудермана — Магда
- 1896 — «Макбет» У. Шекспира — леди Макбет
- 1896 — «Марианна» Э. Эчергарайя — Марианна
- 1902 — «Кориолан» У. Шекспира — Волумния
- 1903 — «Измена» А. И. Сумбатова — Зейнаб
- 1904 — «Красная мантия» А. Брие — Янетта
- 1908 — «Без вины виноватые» А. Н. Островского — Кручинина
- 1908 — «Холопы» П. П. Гнедича — Княжна Плавутина-Плавунцова; «Привидения» Г. Ибсена — фру Альвинг
- 1909 — «Дмитрий Самозванец и Василий Шуйский» А. Н. Островского — инокиня Марфа
- 1915 — «Стакан воды» Э. Скриба — Королева Анна
- 1918 — «Декабрист» П. П. Гнедича —

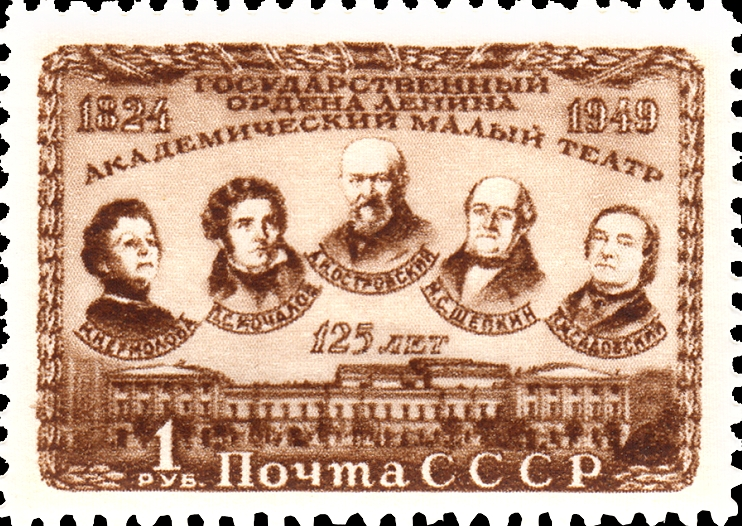
Почтовая марка СССР, 1949 год. 125-летие Государственного Ордена Ленина академического Малого театра. Драматург А. Н. Островский (1823—1886), актеры М. Н. Ермолова (1853—1928), П. С. Мочалов (1800—1848), М. С. Щепкин (1788—1863) и П. М. Садовский (1818—1872)